# Melanippo (troiano)
Melanippo (in greco antico Μελάνιππος) era un personaggio della mitologia greca.

## Mitologia
Personaggio dell'Iliade (libro XVI, verso 695), è un guerriero troiano ucciso da Patroclo.